# Clube Internacional de Cricket
O Clube Internacional de Cricket foi um clube poliesportivo brasileiro, da cidade de Salvador capital do estado da Bahia. 

## História
Foi fundado por ingleses em Salvador no dia 15 de novembro de 1899 para a prática de críquete, esporte bastante famoso na Bahia na época. Mas com o tempo começou a ganhar maior destaque em outro esporte, o futebol, que com o tempo se tornou o esporte principal.
Foi o primeiro campeão do Campeonato Baiano de futebol, em 1905. Porém, logo no ano seguinte, mesmo tendo vencido o campeonato anterior, não obteve bons resultados no estadual e encerrou suas atividades no futebol naquele mesmo ano. Em seu período de atividade, suas cores eram amarelo e preto, o fazendo ser um clube aurinegro.

## Títulos
| Estaduais | Estaduais         | Estaduais | Estaduais  |
| Troféu    | Competição        | Títulos   | Temporadas |
|           | Campeonato Baiano | 1         | 1905       |
| --------- | ----------------- | --------- | ---------- |